# Hôtel de préfecture du Finistère
L'hôtel de préfecture du Finistère est un bâtiment public situé à Quimper, en France.

Il abrite, depuis 1909, les services de préfecture du département du Finistère.

## Localisation
L'édifice se situe dans le centre-ville de Quimper, au bord de l'Odet, au 42, boulevard Dupleix.

## Historique
La construction de l'édifice est décidée, par le Conseil général de département du Finistère, en 1904 et effectuée, sous la direction de l'architecte départemental Adolphe Vally, de 1906 à 1909. Celui-ci est aussi l'auteur du bâtiment de la poste de l'avenue Kerguelen, terminé en 1928.
 
La résidence du préfet du Finistère se situe, quant à elle, rue Sainte-Catherine, dans une maison conventuelle de l'ancien hôpital Sainte-Catherine (reconstruit vers 1675-1685), premier hôtel de préfecture (1800-1861), sur les vestiges duquel se dresse l'actuelle préfecture.  
Le

## Architecture

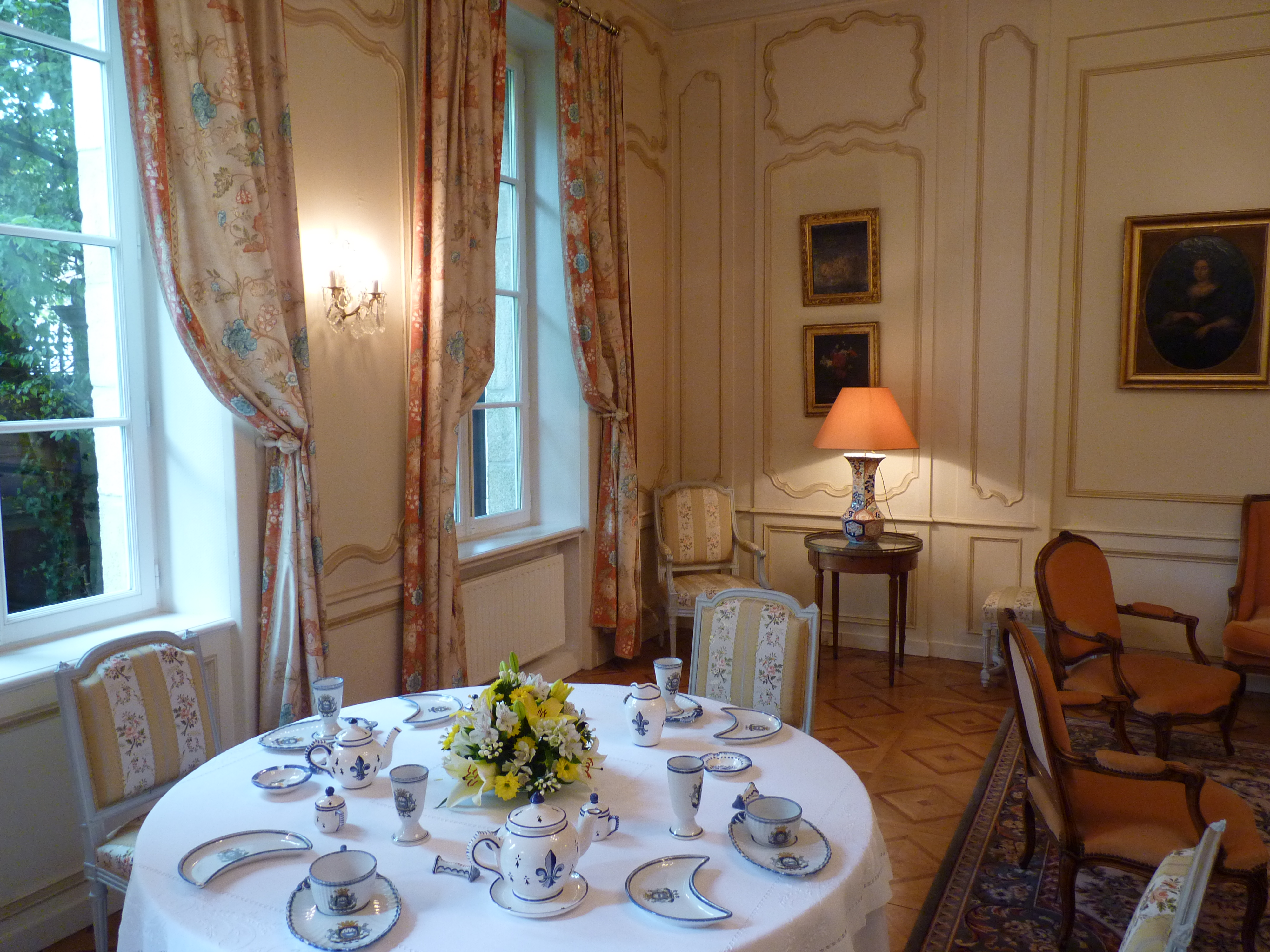
Petit salon de la Préfecture

L'armature de l'édifice est entièrement en béton armé, mais soigneusement masquée par un style architectural néo-Renaissance, inspiré des châteaux érigés sous le règne de Louis XII.

La configuration du terrain a quelque peu obligé l'architecte à décentrer l'entrée principale, traitée comme une tour d'angle. La deuxième porte d'entrée, côté quais de l'Odet, est encadrée par deux couples de sonneurs, en costume traditionnel.